# Юрко Осеннік
Юрко Осеннік (біл. Юрка Асеннік; пол. Jerzy Osiennik; нар. 18 листопада 1969, Більськ-Підляський, Польща) — польський музикант білоруського походження.

## Біографія
Закінчив Вищу духовну семінарію у Варшаві. Навчався в інституті святого Сергія в Парижі. Засновник фольклорного колективу «Підляшшя». Активний учасник білоруського руху в Польщі з початку 1990-х років. Колишній вокаліст гурту RF Braha, а тепер Zero-85. Він займається аматорською фотографією, виставляється в білостоцькій галереї «Сто тринадцять» в Більську-Підляському та інших.